# Katsuo Nakamura
Pour les articles homonymes, voir Nakamura.
Katsuo Nakamura (中村嘉葎雄, Nakamura Katsuo), né le 23 avril 1938 à Tokyo, est un acteur japonais.

## Biographie
Katsuo Nakamura nait dans une famille renommée d'acteurs de kabuki. Il est le cinquième fils de l'acteur Nakamura Tokizō III (ja). Ses frères sont les acteurs Nakamura Kashō II (ja), Nakamura Tokizō IV (ja), Nakamura Shidō I (ja) et Kinnosuke Nakamura.
Katsuo Nakamura remporte le prix de meilleur second rôle aux 5e prix de l'Académie japonaise de cinéma et aux 6e Hōchi Film Awards pour Brumes de chaleur, Buriki no kunsho (en), Shikake-nin Baian (en),.

## Filmographie partielle
- 1955 : Furisode kenpō (振袖剣法?) de Tatsuo Sakai (ja)
- 1955 : L'Histoire du beau jeune homme de l'ère Genroku (元禄美少年録, Genroku bishōnen roku?) de Daisuke Itō
- 1956 : Namida no hanamichi (涙の花道?) de Manao Horiuchi
- 1957 : Les Demi-frères (異母兄弟, Ibo kyōdai?) de Miyoji Ieki : Tomohide
- 1961 : Akō rōshi (赤穂浪士?) de Sadatsugu Matsuda : Denkichi
- 1964 : Kwaidan (怪談, Kaidan?) de Masaki Kobayashi : Hoichi
- 1965 : Les Plaisirs de la chair (悦楽, Etsuraku?) de Nagisa Ōshima : Wakizaka
- 1966 : Le Lac des larmes (湖の琴, Mizuumi no koto?) de Tomotaka Tasaka : Ukichi Matsumiya
- 1969 : D'amour chante mon cœur (わが恋わが歌, Waga koi waga uta?) de Noboru Nakamura : Koichi
- 1969 : Furin kazan (風林火山, Furin kazan?) de Hiroshi Inagaki : Nobusato Itagaki
- 1969 : La Saga de Magoichi (尻啖え孫市, Shirikurae Magoichi?) de Kenji Misumi : Tokichiro Kinoshita
- 1969 : Shinsengumi (新撰組?) de Tadashi Sawashima : Kisaburo Kawai
- 1971 : Pandemonium (修羅, Shura?) de Toshio Matsumoto : Gengobei
- 1972 : La Légende de Zatoïchi : La Blessure (新座頭市物語・折れた杖, Shin Zatōichi monogatari: Oreta tsue?) de Shintarō Katsu : Ushimatsu
- 1979 : Nichiren (日蓮?) de Noboru Nakamura : Joben
- 1980 : Un océan à traverser (天平の甍, Tenpyō no iraka?) de Kei Kumai
- 1981 : Brumes de chaleur (陽炎座, Kagerō-za?) de Seijun Suzuki : Tamawaki
- 1981 : Lettre d'amour (ラブレター, Rabu retā?) de Yōichi Higashi : Toshiharu Oda
- 1981 : Shikake-nin Baian (仕掛人梅安?) de Yasuo Furuhata : Hikojiro
- 1981 : Buriki no kunsho (ブリキの勲章?) de Setsuo Nakayama
- 1984 : Tengoku no eki (天国の駅?) de Masanobu Deme : Eizō Hayashiba
- 1985 : Sorekara (それから?) de Yoshimitsu Morita
- 1987 : La Princesse de la Lune (竹取物語, Taketori monogatari?) de Kon Ichikawa : Lise
- 2000 : Whiteout (ホワイトアウト, Howaitoauto?) de Setsurō Wakamatsu : Kaoru Okuda
- 2001 : De l'eau tiède sous un pont rouge (赤い橋の下のぬるい水, Akai hashi no shita no nurui mizu?) de Shōhei Imamura : Takao Yamada
- 2001 : Godzilla, Mothra and King Ghidorah: Giant Monsters All-Out Attack (ゴジラ・モスラ・キングギドラ 大怪獣総攻撃, Gojira, Mosura, Kingu Gidora: Daikaijū sōkōgeki?) de Shūsuke Kaneko : un pêcheur
- 2003 : Samurai Resurrection (魔界転生, Makai tenshō?) de Hideyuki Hirayama : Yagyu Tajima-no-Kami Munenori
- 2004 : Be with You (いま、会いにゆきます, Ima, ai ni yukimasu?) de Nobuhiro Doi : le patron de Takumi
- 2006 : Hana (花よりもなほ, Hana yori mo naho?) de Hirokazu Kore-eda : Shigehachi
- 2007 : Dororo (どろろ?) d'Akihiko Shiota : Bipa
- 2007 : Sad Vacation (サッド ヴァケイション, Saddo vakeishon?) de Shinji Aoyama : Shigeki Mamiya
- 2007 : Closed Note (クローズド・ノート, Kurozudo noto?) d'Isao Yukisada :  Kiichirou
- 2008 : 20th Century Boys (20世紀少年, 20-seiki shōnen?) de Yukihiko Tsutsumi : Kyūtaro Kaminaga, le Dieu
- 2009 : 20th Century Boys, chapitre 2 : Le Dernier Espoir (20世紀少年 -第2章- 最後の希望, 20-seiki shōnen: Dai 2 shō - Saigo no kibō?) de Yukihiko Tsutsumi : Kyūtaro Kaminaga, le Dieu
- 2016 : Silence de Martin Scorsese : prêtre bouddhiste

## Doublage
- 1959 : Sarutobi Sasuke, le jeune ninja (少年猿飛佐助, Shōnen Sarutobi Sasuke?) de Taiji Yabushita et Akira Daikubara : Yukimura Sanada (voix)
- 2004 : Steamboy (スチームボーイ, Suchīmubōi?) de Katsuhiro Ōtomo : Dr Lloyd Steam (voix)

## Distinctions

### Récompenses
- 1966 : prix du meilleur acteur dans un second rôle à l'Asia-Pacific Film Festival pour Le Lac des larmes
- 1967 : prix Blue Ribbon du meilleur acteur dans un second rôle pour Le Lac des larmes[4]
- 1970 : prix Mainichi du meilleur acteur dans un second rôle pour D'amour chante mon cœur, La Saga de Magoichi et Shinsengumi[5]
- 1981 : Hōchi Film Award du meilleur acteur dans un second rôle pour Brumes de chaleur, Lettre d'amour et Shikake-nin Baian[3]
- 1982 : prix du meilleur acteur dans un second rôle pour Brumes de chaleur, Lettre d'amour, Shikake-nin Baian et Buriki no kunsho aux Japan Academy Prize[2]
- 1982 : prix Kinema Junpō du meilleur acteur dans un second rôle pour Brumes de chaleur et Lettre d'amour[6]

### Nominations
- 1981 : prix du meilleur acteur pour Un océan à traverser aux Japan Academy Prize[7]